# Фридрих Рудольф (Фюрстенберг-Штюлинген)
Фридрих Рудольф фон Фюрстенберг-Мескирх (Friedrich Rudolf von Fürstenberg-Meßkirch) (23.04.1602, Блумберг — 26.10.1655, Датшитц) — граф Фюрстенберга и ландграф Штюлингена, хофкригсрат, обершталмейстер и оберстфельдцейхмейстер императорской армии. Основатель линии Фюрстенберг-Штюлинген.
Сын графа Кристофа II фон Фюрстенберга (1580—1614) и Доротеи Фрейн фон Штернберг. В 1622 г. при разделе отцовского наследства получил долю в Нойштадте и Нижний Кинцигталь. В 1641 г. при разделе Мёрингенского наследства получил Верхний Кинцигталь.
Учился во Фрайбурге, там был обвинён в любовной связи с Хеленой Элеонорой фон Швендли — женой своего родственника Якоба Людвига фон Фюрстенберг-Хайлигенберга (брата Эгона VIII фон Фюрстенберг-Хайлигенберга), и полгода провёл в заключении в замке Вартенберг. Бежал в Чехию и потребовал от императора возмещения ущерба в размере 100 тысяч флоринов. Расследование поручили курфюрсту Максимилиану Баварскому, но оно не было доведено до конца, так как Якоб Людвиг умер (1627).
В 1631 г. женился на Марии Максимилиане фон Паппенхайм (ум. 1635 при родах), дочери рейхсмаршала Максимилиана фон Паппенхайма. Сын:
- Максимилиан Франц (1634—1681).

Овдовев, в 1636 году женился на Анне Магдалене фон Ханау-Лихтенберг. Дети:
- Мария Франциска (07.08.1638-24.08.1680), жена князя Германа Эгона фон Фюрстенберг-Хайлигенберга;
- четверо детей умерло в младенческом возрасте.

Участник Тридцатилетней войны. В битве при Нёрдлингене (1634) командовал кирассирским полком.
Получил при императорском дворе должности камергера и райххофсрата. С марта 1639 года член Хофкригсрата (Hofkriegsrat).
В 1638 году умер Максимилиан фон Паппенхайм, завещавший все свои владения внуку Максимилиану Францу — сыну Фридриха Рудольфа. На наследство предъявили претензии родственники покойного по мужской линии. Фридрих Рудольф был вынужден отдать им часть земель и выплатить денежные компенсации. У него остались ландграфство Штюлинген и сеньория Хевен с городом Энген, которыми он правил в качестве опекуна.
Позже Фридрих Рудольф унаследовал от своей тётки Ипполиты Франтишки фон Дуба и Лейпа (урождённой Форстенберг) владения в Чехии — Датшниц, Бадишау, Ной Весселы, Росситц, статину и Маркваретц (Datschitz, Budischau, Neu Wessely, Rossitz, Statina und Markwaretz). В 1639 г. за 35 тысяч флоринов купил у графа фон Зульца сеньорию Вутенталь (Herrschaft Wutental).
С 1642 года пфальцграф, с 1651 г. имперский оберстфельдцугмейстер.